# Suziann Reid
Suziann Reid (ur. 14 stycznia 1977 w Kingston) – amerykańska lekkoatletka specjalizująca się w długich biegach sprinterskich.

## Sukcesy sportowe
- dwukrotna halowa mistrzyni Stanów Zjednoczonych w biegu na 400 metrów – 2000, 2001[1]
- trzykrotna mistrzyni National Collegiate Athletic Association w biegu na 400 metrów – 1996, 1998, 1999[2]

| Rok  | Miasto            | Zawody                      | Konkurencja        | Wynik         |
| ---- | ----------------- | --------------------------- | ------------------ | ------------- |
| 1996 | Sydney            | Mistrzostwa świata juniorów | bieg na 400 m      | srebrny medal |
| 1999 | Sewilla           | Mistrzostwa świata          | sztafeta 4 x 400 m | srebrny medal |
| 1999 | Palma de Mallorca | Uniwersjada                 | sztafeta 4 x 400 m | złoty medal   |
| 2001 | Lizbona           | Halowe mistrzostwa świata   | bieg na 400 m      | 6. miejsce    |
| 2001 | Edmonton          | Mistrzostwa świata          | sztafeta 4 x 400 m | 4. miejsce    |
| 2001 | Brisbane          | Igrzyska Dobrej Woli        | sztafeta 4 x 400 m | złoty medal   |
| 2002 | Paryż             | Finał Grand Prix IAAF       | bieg na 400 m      | 7. miejsce    |

## Rekordy życiowe
- bieg na 400 metrów – 50,74 – Lozanna 02/07/1999
- bieg na 400 metrów (hala) – 51,58 – Indianapolis 06/02/1999